# Großsteingrab Dahme
Das stark gestörte Großsteingrab Dahme nordöstlich von Kellenhusen im Kreis Ostholstein in Schleswig-Holstein entstand zwischen 3500 und 2800 v. Chr. als Megalithanlage der Nordgruppe der Trichterbecherkultur (TBK). Es handelt sich um ein 27 × 4,5 m messendes Hünenbett mit zwei Rechteckdolmen mit kurzem Gang und der Sprockhoff-Nr. 282. Die Platzierung mehrerer Megalithanlagen im selben Hünenbett ist in Deutschland (im Gegensatz zu Dänemark) selten.  
Die rechteckige Einfassung ist noch gut zu erkennen, obwohl die meisten Randsteine der Nordostseite fehlen und auch die übrigen drei Seiten größere Lücken aufweisen. Deutlich sind die Reste zweier kleiner Kammern erkennbar, die das Hünenbett in drei etwa gleich große Teile teilen. Beide liegen quer im Hünenbett, wobei die südliche Kammer an eine Steinkiste mit einem 2,7 × 1,7 m übergroßen Deckstein erinnert. E. Sprockhoff bezeichnet beide Kammern als Dolmen.
Im Hünenbett stehen heute vier große Eichen und zahlreiche Holunderbüsche, die der Übersichtlichkeit abträglich sind. Das Grab liegt auf privatem Grund im Dahmer Moor und ist der Öffentlichkeit nicht zugänglich.